# Экипаж машины боевой
«Экипаж машины боевой» — советский военный художественный фильм 1983 года, в основу которого легли реальные события.

## Сюжет
События разворачиваются летом 1943 года. На фронте затишье перед наступлением; поступил приказ — в бой не вступать, беречь силы. Однако вылазки фашистского танка, управляемого немецким асом, подталкивают командира советского танка Т-34 к решению во что бы то ни стало уничтожить самонадеянного врага.

## В ролях
- Владимир Вихров — старшина Саня Меньшов, командир танка
- Олег Куликович — Коля Лукьянский, механик-водитель.
- Сергей Маковецкий — Гриша Чумак, заряжающий.
- Михаил Семёнов — Семён Брагин.
- Леонид Яновский — капитан Ивушкин, комбат
- Татьяна Кузнецова — старший лейтенант Лена Волгина, военфельдшер
- Фёдор Сухов — немецкий танкист
- Борис Сабуров — дед-вдовец, в чьей хате укрылся танк.

Остальные актёры указаны как исполнители эпизодических ролей
- Сергей Ляхницкий — ветеран-фронтовик (в титрах А. Ляхницкий)
- Ю. Воронкина
- Борис Зайденберг — полковник
- Антонина Кончакова — медсестра
- Владимир Маренков — Егорыч, гость на дне рождения
- Владимир Волков — Павлов
- Владимир Вихров (старший) — генерал
- Маргарита Криницына — тётя Паша, медсестра
- Михаил Калинкин
- Владимир Наумцев
- Евгений Пашин
- Владимир Миняйло (нет в титрах)

Прототипом главного героя фильма является автор сценария, Герой Советского Союза А. И. Милюков, участник описываемых событий.

## Съёмочная группа
- Сценаристы:
  - А. И. Милюков — советский танковый ас, гвардии младший лейтенант, Герой Советского Союза.
  - А. Я. Степанов.
- Режиссёр-постановщик: Виталий Василевский
- Оператор-постановщик: Фёдор Сильченко.
- Художник-постановщик: Муза Панаева.
- Композитор: Виктор Власов.
- Звукооператор: Владимир Богдановский
- Режиссёры: М. Ларина, И. Горобец
- Оператор: Игорь Красовский
- Монтажёр: Надежда Яворская
- Художник по костюмам: Людмила Крошечкина
- Художник-декоратор: Алексей Бокатов
- Художник-гримёр Владимир Талала
- Ассистенты: режиссёра А. Стецюк, А. Рабинович; оператора И. Гайдай, Ю. Маленький
- Мастер-пиротехник А. Видякин
- Главный военный консультант: генерал-полковник А. Зайцев
- Консультанты: полковник Г. Чубарев, подполковник А. Калаев
- Механик-водитель танка Т-34: А. Евдокимов
- Редактор: В. Решетников
- Административная группа: В. Аврамец, В. Бендес, О. Купин
- Директор: Давид Шапиро

Инструментальная рок-группа «Зодиак» (художественный руководитель Александр Грива)

## Технические данные
Премьера: 30 апреля 1984 года.

## Интересные факты
Финальные кадры фильма (выступление ветерана перед участниками «Зарницы») сняты на одесском мемориале 411-й береговой батареи.
Фамилия главного героя (Меньшов) — безусловная аллюзия на фамилию сценариста фильма, Александра Милюкова, к чьей биографии относится данный боевой эпизод.